# Tarbes Gespe Bigorre
Tarbes Gespe Bigorre (oft nur Tarbes GB oder TGB genannt) ist ein französischer Basketballverein, welcher in der Ligue Féminine de Basketball (LFB) spielt und an den europäischen
Wettbewerben teilnimmt. Es befindet sich in Tarbes, einer Stadt im Südwesten Frankreichs.

## Spielerinnen und Trainer

### Berühmte Spielerinnen
| - Catherine Melain - Corinne Zago-Esquirol - Christine Gomis - Corinne Benintendi - Laetitia Moussard - Céline Dumerc - Émilie Gomis | - Teresa Edwards - Dawn Staley - Daedra Charles - Andrea Stinson - Vickie Johnson - Polina Tzekova-Boyer - Judith Balogh | - Andrea Kuklová - Jo Hill - Jennifer Whittle - Carla Porter-Boyd |

### Nachfolgende Trainer
- Jean-Pierre Siutat
- Damien Leyrolles
- Igor Grudin
- José Ruiz
- Pascal Pisan